# Хасанова Венера Гініятівна
 Венера Гініятівна Хасанова-Мухаметова  (нар. 1948) — радянська башкирська театральна актриса, народна артистка Республіки Башкортостан.

## Біографія
Венера Гініятівна Хасанова-Мухаметова народилася в селі Масяково Кігинського району Башкирської АРСР в 1948 році. Закінчила театральний факультет Уфимського державного інституту мистецтв в 1974 році. З того ж часу працює в трупі Салаватського башкирського державного драматичного театру.
Все творче життя акторки пов'язана з Салаватським башкирським драматичним театром.
Творчості актриси притаманні глибоке проникнення у внутрішній світ дійової особи, національна характерність виконавського мистецтва.
Венера Гініятівна — кандидат у майстри спорту. Прекрасна фізична форма дозволяє їй грати ролі, де потрібна сила, гнучкість. Наприклад, у виставі «Дівчина з веснянками» за п'єсою К. Акбашева актриса виконує акробатичні трюки, що надає образу особливу виразність.

## Ролі у виставах
- Бібігайша — «Сміливі дівчата» (Тазі Гіззат, 1974 р.).
- Рита — «Сусіди» (Асхат Мирзагітов, 1975 р.).
- Гумаруар — «У долинах Узені» (Агіш Гірфанов, 1976 р.).
- Ішмурза — «У ніч місячного затемнення» (Мустай Карім, 1976 р.).
- Муніра — «Бахтигарай» (А. Мірзагітов, 1977 р.).
- Сажида — «Невістки-подружки» (Х. Вахіт, 1977 р.).
- Ильсияр — «А якщо не забудеться» (Х. Вахіт, 1978 р.).
- Стара «Черноликие» (Мажит Гафурі, 1978 р.).
- Зубаржат — «Не зашторювати серця» (Ібрагім Абдуллін, 1979 р.).
- Юзум — «Широка вулиця» (Ф. Асянов — М. Асанбаєв, 1979 р.).
- Мотя — «Гроно брусниці» (А. Губарєв, 1980 р.).
- Парторг — «Не йди, Рустам» (К. Акбашев, 1980 р.).
- Ляля — «Гість у своєму домі» (Чичков, 1981 р.).
- Нафіса — «Будинок з нареченою» (М. Асанбаев, 1982 р.).
- Анніка — «Загублена доля» (Є. Ранет, 1982 р.).
- Сажида — «Прости мене, мамо» (Р. Батулла, 1985 р.)
- Сажида, Миляуша — «Там, де збираються друзі» (Туфан Міннуллін, 1986 р.)
- Еврідіка — «Антігона» (Софокл, 1986 р.)
- Кадри — «13-й голова» (А. Абдуллін, 1987 р.)
- Міляуша — «Міляш-Міляуша» (Н. Асанбаев, 1988 р.)
- Масрура — «Слід оленіхи, яка втратила оленя» (О. Гілязев, 1989 р.)
- Фатіма — «Чотири наречені Ахмад» (Ф. Буляков, 1990 р.)
- Балай — «Якщо б не було тебе» (М. Хайдаров, 1991 р.)
- Фатіма — «Виходили бабки заміж» (Ф. Буляков, 1992 р.)
- Фатіма — «Викрадення дідів» (Ф. Буляков, 1993 р.)
- Галія — «Таштугай» (Ф. Буляков, 1994 р.).
- Мати — «Чому дівчата плачуть» (Ф. Буляков, 1994 р.)
- Купуниса — «Дівчина з веснянками» (К. Акбашев, 1995 р.).
- Неллі — «Далі — тиша» (В. Дельмар, 1995 р.).
- Маргарита — «Піду, благословляючи» (Р. Байбулатов, 1996 р.)
- Гульсина — «більше Не повториться» (Р. Каюмов, 1997 р.)
- Санія — «Заздри, Америка» (Латипов, 1999 р.)
- Фрозина — «Скупий» (Ж. Б. Мольєр, 1999 р.)
- Зухра — «Пішло моє біле літо» (Л. Станкова, 2000 р.)
- Зумрат — «Неркес» (В. Юмагулов, 2001 р.).
- Гульямал — «Лебідонька моя» (А. Яхіна, 2001 р.)
- Халіма — «Одружуся на власній дружині» (Н.Гаїтбаєв, 2002 р.)
- Баба-Яга — дитяча казка російською мовою. (2002 р.)
- Люція — «Квітень у Парижі» (Л. Станкова, 2003 р.)
- Бабка — «Розгардіяш Forever!!!» (С. Лобозеров, 2004 р.)
- Фариза — «Бабин бунт» (М. Багаєв, 2004 р.)
- Монолог Людмили — «У війни не жіноче обличчя» (інсценфізація Є. Шаїхова)
- Клоун — «Детектив на перекеестке» (Л. Ізмайлов, В. Чудодєєв, 2005 р.)
- Фагиля — «Зайтунгуль» (Н. Асанбаев, 2005 р.)[3]
- Фаріха — «Чорти-квартиранти» (Р. Киньябаев, 2007 р.)
- Баба Яга — «Подорож на планету Мультляндія» (Я. Шаріпов,2007 р.)
- Жінка — «Сім дівчат» (М. Асанбаєв, 2008 р.)
- Шамсинур — «Він повернувся» (А. Атнабаєв, 2009 р.).
- Шамсия — «Вишнева гора» (М. Асанбаев,2011).
- Стара Шапокляк — «Прокази старої Шапокляк» (В. Альбертівна, 2011)

## Ролі в кіно

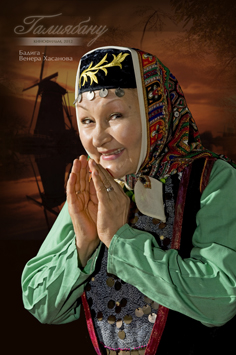
Венера Хасанова в ролі Бадіги на зйомках фільму «Галіябану»

- Бадіга — «Галіябану. Легенда про любов» (реж.: Р. Хакімов, 2013)[4]

## Нагороди та премії
- Заслужена артистка Башкортостану (1993)[5]
- Народна артистка Республіки Башкортостан (2003)
- Лауреат премії Спілки театральних діячів імені Б. А. Юсупової
- Нагороджена Почесною грамотою Міністерства культури РФ (2004), почесними грамотами державних установ і громадських організацій міст і районів РБ і міста Салавата.
- У 1997 році за творчі досягнення в 64-му театральному сезоні Салаватською башкирського державного драматичного театру Венера Хасанова була названа «Найкращою актрисою року»[1].